# 伊達義基
伊達 義基（だて よしもと）は、江戸時代後期の武士。陸奥国仙台藩一門第四席・涌谷伊達家11代（亘理氏29代）当主。

## 生涯
文化5年（1808年）、伊達村清の子として誕生。幼名は虎松、源次郎。
文政2年（1819年）5月25日に仙台藩10代藩主・伊達斉宗が亡くなると、田村顕嘉（後の伊達斉義）や登米家・伊達宗充の子である幸五郎（後の伊達斉邦、当時2歳）と共に当時12歳の源次郎もその後継者候補となっていたが、斉宗との血統の近さと年齢から顕嘉（斉義）が藩主となった。のちに源次郎は斉義から偏諱を受けて、義基と名乗っている。
文政3年（1820年）、父・村清の死去により家督を相続し、涌谷邑主となる。文政11年（1828年）1月28日、新藩主・伊達斉邦の家督相続御礼言上の際に、江戸城で11代将軍・徳川家斉に拝謁を賜る。天保3年（1832年）から翌天保4年（1833年）、名鰭沼の排水のため、藩営で青木沢の掘削工事を行い、未開墾だった南郷谷地の新田開発を実現した。天保9年（1838年）、家臣や領民の教育のために、郷学学習館（後に月将館と改称）を設立する。
天保10年（1839年）6月5日、死去。享年32。

## 偏諱を受けた人物
- 亘理基胤（佐沼亘理家当主）